# Raidió Rí-Rá
Raidió-Rá est une station en ligne en gaélique irlandais pour les jeunes en Irlande.